# Sant Daunís e Barnasac
Saint-Denis-Combarnazat és un municipi francès situat al departament del Puèi Domat i a la regió d'Alvèrnia-Roine-Alps. L'any 2007 tenia 213 habitants.

## Demografia

### Població
El 2007 la població de fet de Saint-Denis-Combarnazat era de 213 persones. Hi havia 80 famílies de les quals 20 eren unipersonals (4 homes vivint sols i 16 dones vivint soles), 24 parelles sense fills, 32 parelles amb fills i 4 famílies monoparentals amb fills.
La població ha evolucionat segons el següent gràfic:
Habitants censats

### Habitatges
El 2007 hi havia 93 habitatges, 83 eren l'habitatge principal de la família, 2 eren segones residències i 8 estaven desocupats. Tots els 92 habitatges eren cases. Dels 83 habitatges principals, 75 estaven ocupats pels seus propietaris, 6 estaven llogats i ocupats pels llogaters i 2 estaven cedits a títol gratuït; 2 tenien dues cambres, 9 en tenien tres, 31 en tenien quatre i 41 en tenien cinc o més. 58 habitatges disposaven pel capbaix d'una plaça de pàrquing. A 34 habitatges hi havia un automòbil i a 44 n'hi havia dos o més.

### Piràmide de població
La piràmide de població per edats i sexe el 2009 era:
| Homes | Edats   | Dones |
| ----- | ------- | ----- |
| 0     | 95 o +  | 0     |
| 0     | 90 a 94 | 0     |
| 0     | 85 a 89 | 0     |
| 0     | 80 a 84 | 4     |
| 8     | 75 a 79 | 8     |
| 4     | 70 a 74 | 8     |
| 8     | 65 a 69 | 8     |
| 8     | 60 a 64 | 8     |
| 4     | 55 a 59 | 8     |
| 4     | 50 a 54 | 8     |
| 12    | 45 a 49 | 12    |
| 4     | 40 a 44 | 4     |
| 12    | 35 a 39 | 4     |
| 16    | 30 a 34 | 12    |
| 4     | 25 a 29 | 4     |
| 4     | 20 a 24 | 4     |
| 12    | 15 a 19 | 0     |
| 8     | 10 a 14 | 12    |
| 8     | 5 a 9   | 4     |
| 8     | 0 a 4   | 4     |

## Economia
El 2007 la població en edat de treballar era de 136 persones, 89 eren actives i 47 eren inactives. De les 89 persones actives 81 estaven ocupades (48 homes i 33 dones) i 8 estaven aturades (4 homes i 4 dones). De les 47 persones inactives 14 estaven jubilades, 11 estaven estudiant i 22 estaven classificades com a «altres inactius».

### Ingressos
El 2009 a Saint-Denis-Combarnazat hi havia 85 unitats fiscals que integraven 210 persones, la mediana anual d'ingressos fiscals per persona era de 15.193,5 €.

### Activitats econòmiques
Dels 3 establiments que hi havia el 2007, 1 era d'una empresa de comerç i reparació d'automòbils, 1 d'una empresa de transport i 1 d'una empresa de serveis.
L'any 2000 a Saint-Denis-Combarnazat hi havia 18 explotacions agrícoles que ocupaven un total de 605 hectàrees.

## Poblacions més properes
El següent diagrama mostra les poblacions més properes.